# 神谷大輔
神谷 大輔（こうや だいすけ、1985年8月6日 - ）は、日本の俳優。血液型はO型。身長168cm。所属事務所はACALINO TOKYO。福岡県宮若市出身。福岡県立直方高等学校卒業。

## 出演

### 映画
- 出口のない海（監督：佐々部清、2006年） - 訓練生 役
- 桜美林大学映画専修制作IIフィルム実習光芒主演（2012年） - 阿部孝之 役
- 男子高校生の日常（監督：松居大悟、2013年） - 福やん 役
- スイートプールサイド（監督：松居大悟、2014年） - 学生 役
- ホットロード（監督：三木孝浩、2014年） - ホテルマン 役
- クローバー（監督：古澤健、2014年） - イベント企画課社員 役
- ワンダフルワールドエンド（監督：松居大悟、2015年）- カメラおたく 役
- Life works vol.10「埠頭、深夜。」（監督:利重剛、2015年） - 主演 沖島修 役
- 私たちのハァハァ（監督:松居大悟、2015年） - マネージャー 役
- シン・ゴジラ（脚本・編集・総監督:庵野秀明 / 監督・特技監督:樋口真嗣、2016年）[1]

### テレビドラマ
- 我こそサムライ!（NHK福岡放送局、2005年2月）
- 僕と彼女と彼女の生きる道（フジテレビ、2005年9月）
- カクセイ〜恐怖に目覚める6つのストーリー〜 第3話「循環」（フジテレビ、2011年3月） - 木下透 役
- ミッドナイト・ホラーシアター 第7話「皆殺しの天使」（CSフジテレビ、2011年3月） - 主要キャスト：カルボナーラ 役
- 37歳で医者になった僕〜研修医純情物語〜 第6話（フジテレビ、2012年5月） - 本屋の店員 役
- 緊急取調室（テレビ朝日、2014年1月） - レギュラー捜査員 役
- 特集時代劇おそろし三島屋変調百物語事始 第4話（NHK-BS、2014年9月） - 若い男 役
- ほっとけない魔女たち（東海テレビ、2014年9月）
- 防災戦士マモルンジャー 第11話（J:COM、2014年） - 知識貯蔵 役
- GTO 第7話（フジテレビ、2014年8月） - 警察官 役
- 軍師官兵衛 第48回（NHK、2014年） - 徳川家康の家臣 役
- 美女と男子 第20回（NHK、2015年） - 奈落スタッフ 役
- ○○妻（日本テレビ、2015年）
- NHK BSプレミアム「山女日記」若い登山ガイド 役
- NHK 連続テレビ小説「虎に翼」-カメラマン役

### テレビCM
- 岩崎本舗 長崎角煮まんじゅう 「告白篇」（2005年）
- 九州国際大学（2006年）
- 山陰合同銀行（2006年）
- サントリー ボス 贅沢微糖（2010年）
- 日本コカ・コーラ ジョージア 「サマー篇」（2011年）
- 任天堂 Wiiリモコンプラス バラエティパック（2011年）
- 大正製薬 ニューゼナ F-II（2011年）
- サンシャイン栄 「噴水篇」（2011年）
- NHK春ナビ（2012年）
- ベルコ 「彼女篇」（2012年）
- ユニバーサルスタジオジャパン（2012年）
- バンダイナムコゲームス テイルズオブエクシリア2（2012年）
- RAIZIN（2014年）
- ダイエー（2014年）
- 統一紅茶 「会議篇」（2014年）
- 東京メトロ 「私を満たす豊洲篇」（2015年）
- アコム （2015年）
- スクエア・エニックス  「スクールガールズストライカーズ」蕎麦屋 篇（2015年）
- ユーキャン （2016年）
- キャノンマーケティングジャパン（2016年）
- JT 「ひとつづつですが、未来へ。」マナーの取り組み篇
- セブンイレブン（2016年）
- 日本マクドナルド 「朝マック」グッドモーニング 篇（2016年）
- 東北電力 「省エネでおトクな生活/エコキュート」篇「よりそうeねっと/Webで料金」篇（2017年）
- 幸楽苑（2022）

### WEBムービー
- UCCブランドムービー「大切な人にカフェインレスを『マタニティ』」篇
- 資生堂「ELIXIR『きょうも、あしたも』」
- IBM 「Future with Cogunitive Computing-コグニィ・ティブコンピューティングと拓く未来-」
- ベビーザらス『みんなの子育てに「わくわく」を』
- FANCL そこまでやりますチャンネル「やさしくふれて10g以下の関係」

### 舞台
- 青年団リンク ガレキの太鼓「地響き立てて嘘をつく」（2012年、こまばアゴラ劇場）
- K.B.S.Project act.13「SING!」（2013年、東京芸術劇場） - 須藤の父 役
- ゴジゲン 第18回公演「かえりにち」作・演出：松居大悟 [2]
- 劇団 東京夜光「世界の終わりで目をつむる」作・演出：川名幸宏 [3]